# 保羅·索維諾
保羅·安東尼·索維諾（英語：Paul Anthony Sorvino，/sɔːrˈviːnoʊ/, 義大利語：[sorˈviːno]，1939年4月13日—2022年7月25日），美國男演員、歌劇演唱家、商人、作家及雕塑家。他經常在影視作品中飾演黑白兩道的權威人物，較著名的是在馬丁·史柯西斯電影《四海好傢伙》（1990年）中飾演保利·西塞羅（Paulie Cicero）一角，以及在電視劇《法網遊龍》（1991年至1992年）中紐約市警察局警長菲爾·塞雷塔。其他作品如《金屋夢痕》（1973年）、《烽火赤焰萬里情》（1981年）、《火箭手》（1991年）、《白宮風暴》（1995年）和《羅密歐與茱麗葉之後現代激情篇》（1996年）。他是演員米拉·索维诺和麥可·索維諾的父親。

## 个人生活
保羅·索維諾生於紐約州紐約市布鲁克林区本森赫斯特。他的母親安吉拉·瑪麗亞·馬泰亞（Angela Maria Mattea，娘家姓倫齊）是一名家庭主婦和鋼琴教師，出生於康乃狄格州，擁有義大利（莫利塞）血統。父親福特·索維諾（Ford Sorvino）是義大利（那不勒斯）移民，在一家長袍工廠擔任工頭。他就讀於拉斐特高中（在此與畫家彼得·馬克斯成為同學）和美國音樂戲劇學院。

### 逝世
去世前索維諾健康状况一直不佳。2022年7月25日在佛罗里达州杰克逊维尔的梅奥诊所去世，享壽83岁。

## 外部連結
- 保羅·索維諾在互联网电影资料库（IMDb）上的資料（英文）